# ダランベールの収束判定法
ダランベールの収束判定法（ダランベールのしゅうそくはんていほう、ratio test）とは、実数や複素数を項にもつ級数が、収束するか発散するかを判定する方法である。級数における、前後の項の比を考える。もし、この比の極限が 1 未満であれば、級数は絶対収束する。
この判定法は、ジャン・ル・ロン・ダランベールによって発表された。

## 判定法
厳密には、ダランベールの収束判定法は、次のように述べられる。
{\displaystyle \lim _{n\rightarrow \infty }\left|{\frac {a_{n+1}}{a_{n}}}\right|<1}
であれば、級数
{\displaystyle \sum _{n=1}^{\infty }a_{n}}
は絶対収束する。また、
{\displaystyle \lim _{n\rightarrow \infty }\left|{\frac {a_{n+1}}{a_{n}}}\right|>1}
であれば、級数は発散する。
もし、極限がちょうど 1 であれば、級数は収束する場合もあるし、発散する場合もある。従って、この場合は、ダランベールの収束判定法ではどちらとも言えない。

## 例

### 収束する場合
まず基本的な級数であるべき級数
{\displaystyle \sum _{n=1}^{\infty }z^{n}}
は{\displaystyle |z|<1}で収束することは広く知られているがこれを再度ダランベールの収束判定法で確かめることが出来る：
{\displaystyle {\begin{aligned}\lim _{n\rightarrow \infty }\left|{\frac {a_{n+1}}{a_{n}}}\right|&=\lim _{n\rightarrow \infty }\left|z^{n+1}/z^{n}\right|\\&=|z|<1\end{aligned}}}
これをモデルケースとして覚えればこの収束判定法も覚えやすい。
次の級数を考える。
{\displaystyle \sum _{n=1}^{\infty }{\frac {n}{e^{n}}}}
これに、ダランベールの収束判定法を適用すると、
{\displaystyle {\begin{aligned}\lim _{n\rightarrow \infty }\left|{\frac {a_{n+1}}{a_{n}}}\right|&=\lim _{n\rightarrow \infty }\left|{\frac {\;{\dfrac {n+1}{e^{n+1}}}\;}{\dfrac {n}{e^{n}}}}\right|\\&=\lim _{n\rightarrow \infty }\left|\left(1+{\frac {1}{n}}\right){\frac {1}{e}}\right|\\&={\frac {1}{e}}<1\end{aligned}}}
1/eは1より小さいため、級数は収束する。

### 発散する場合
次の級数を考える。
{\displaystyle \sum _{n=1}^{\infty }{\frac {e^{n}}{n}}}
これに、ダランベールの収束判定法を適用すると、
{\displaystyle {\begin{aligned}\lim _{n\rightarrow \infty }\left|{\frac {a_{n+1}}{a_{n}}}\right|&=\lim _{n\rightarrow \infty }\left|{\frac {\;{\dfrac {e^{n+1}}{n+1}}\;}{\;{\dfrac {e^{n}}{n}}\;}}\right|\\&=\lim _{n\to \infty }\left|{\frac {1}{1+{\dfrac {1}{n}}}}e\right|\\&=e>1\end{aligned}}}
eは1より大きいため、級数は発散する。

### どちらとも言えない場合
もし、級数が
{\displaystyle \lim _{n\rightarrow \infty }\left|{\frac {a_{n+1}}{a_{n}}}\right|=1}
を満たす場合、ダランベールの判定条件から、収束するか発散するかを推定することは不可能である。
例えば、級数
{\displaystyle \sum _{n=1}^{\infty }1}
は発散し、
{\displaystyle \lim _{n\rightarrow \infty }\left|{\frac {1}{1}}\right|=1}
である。一方で、
{\displaystyle \sum _{n=1}^{\infty }{\frac {1}{n^{2}}}}
は絶対収束するが、
{\displaystyle \lim _{n\rightarrow \infty }\left|{\frac {\;{\dfrac {1}{(n+1)^{2}}}\;}{\dfrac {1}{n^{2}}}}\right|=1}
である。最後に、
{\displaystyle \sum _{n=1}^{\infty }{\frac {(-1)^{n}}{n}}}
は条件収束するが、
{\displaystyle \lim _{n\rightarrow \infty }\left|{\frac {\;{\dfrac {(-1)^{n+1}}{n+1}}\;}{\dfrac {(-1)^{n}}{n}}}\right|=1}
である。
ダランベールの判定法で収束判定出来るなら絶対収束なのでこの結果はある意味当然である。これは交代級数に関するライプニッツの定理ないしその一般化であるディリクレの収束判定法により条件収束性がわかる。

## どちらとも言えない場合には
以上の例で見たとおり、比の極限が1である場合は、ダランベールの収束判定法ではどちらとも言えない。しかし、ラーベによるダランベールの収束判定法の拡張（ラーベの収束判定法）では、このような場合を扱うことも考慮に入れることができる。ラーベの収束判定法は、次のように述べられる。もし、
{\displaystyle \lim _{n\rightarrow \infty }\left|{\frac {a_{n+1}}{a_{n}}}\right|=1}
で、かつ正数cが存在して
{\displaystyle \lim _{n\rightarrow \infty }\,n\left(\,\left|{\frac {a_{n+1}}{a_{n}}}\right|-1\right)=-1-c}
を満たす場合、級数は絶対収束する。
より精密な判定法としてクンマーの判定法がある。
なお、2021年現在においてどのような級数の収束も判定できる判定法というものは見つかっていない。実際に、最近(2023年)まで収束するか否かが未解明であった級数の一例としてFlint Hills級数
{\displaystyle \sum _{n=1}^{\infty }{\frac {1}{n^{3}\sin ^{2}(n)}}}
というものがある。

## 関連記事
- コーシーの冪根判定法
- 収束半径